# Ectecous hedyphonus
Ectecous hedyphonus är en insektsart som beskrevs av Henri Saussure 1878. Ectecous hedyphonus ingår i släktet Ectecous och familjen syrsor. Inga underarter finns listade i Catalogue of Life.